# Josef Antonín Štěpán
Josef Antonín Štěpán, psán také Joseph (Giuseppe) Anton Steffan (14. března 1726 Kopidlno – 12. dubna 1797 Vídeň), byl český hudební skladatel.

## Život

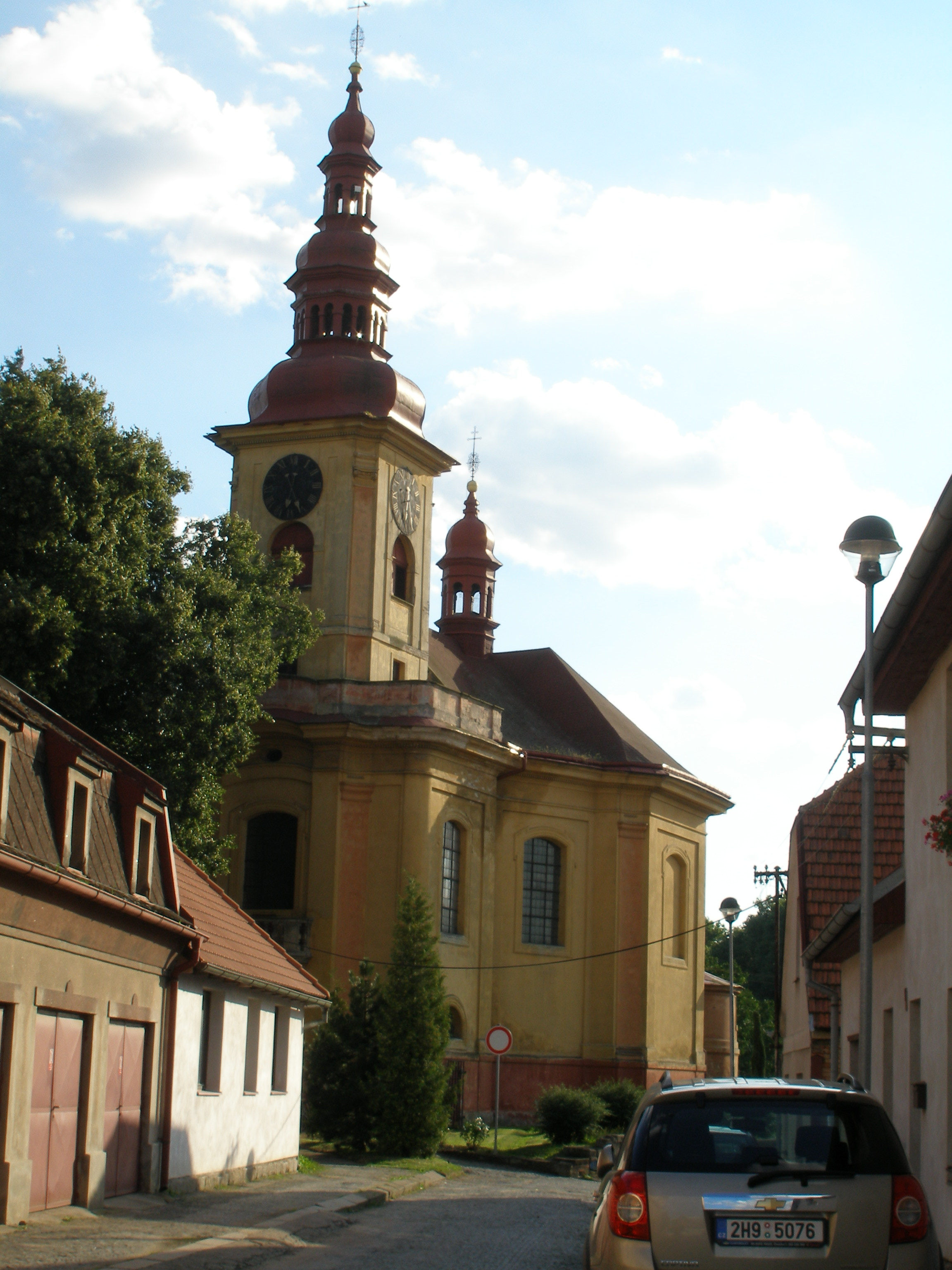
Kostel sv. Jakuba Většího v Kopidlně.

Josef Antonín Štěpán se narodil 14. března 1726 v Kopidlně. Jeho otec, Jan Štěpán, byl místní kantor a poskytl synovi základní hudební vzdělání. Jako chlapec zpíval ve sboru kostela sv. Jakuba Většího v Kopidlně. V roce 1741, během válek o rakouské dědictví vtrhli do Čech Prusové a na útěku před nimi se Josef Antonín dostal do Vídně, kde vyhledal pomoc hraběte Františka Jindřicha Šlika, který měl v Kopidlně kapelu. S podporou hraběte se stal žákem dvorního skladatele Georga Christopha Wagenseila. Studoval hru na cembalo a kompozici a příležitostně zastupoval Wagenseila při výuce členů císařské rodiny. Patrně v roce 1763 byl Štěpán jmenován dvorním klavíristou a v roce 1766 se stal na doporučení svého učitele dvorním učitelem klavíru. K jeho žákyním patřily dcery císařovny Marie Terezie: Marie Antoinetta (později manželka Ludvíka XVI. a královna francouzská) a Marie Karolina (později manželka Ferdinanda I. a královna neapolsko-sicilská).
Největších úspěchů dosáhl Štěpán v letech 1761–1785. Řídil vyučování zpěvu císařských granátníků ve školách a dále působil v šlechtických a měšťanských rodinách ve Vídni. V roce 1775 musel kvůli slábnoucímu zraku odejít z císařských služeb. Po nezdařené operaci šedého zákalu oslepl úplně. Zemřel 5. srpna 1797 ve Vídni.
Těsně před svou smrtí napsal pro kostel v Kopidlně requiem. Celé své jmění (2 290 zlatých) odkázal kopidlnské škole.

## Dílo

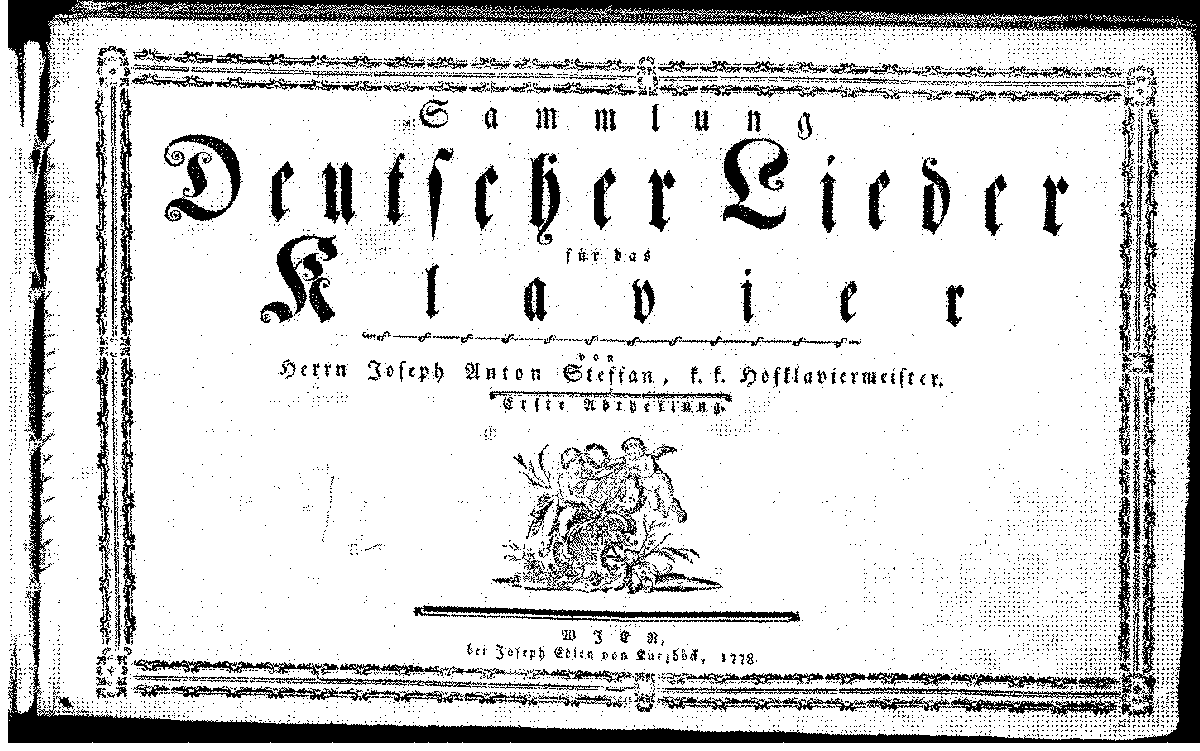
Titulní strana Sammlung deitscher Lieder

Jeho skladatelský odkaz tvoří převážně skladby pro klavír.
- Sei divertimenti op.1 (de facto sonáty, 1756)
- Sonate op. 2 (1759)
- 40 preludií (technická cvičení, 1762)
- Parte prima del' opera terza (3 klavírní sonáty, 1763)
- Parte seconda del' opera terza (3 klavírní sonáty, 1763)
- 3 samostatné sonáty
- 5 capriccií
- 25 variací na lidovou píseň „Můj milý Janku“ (1787)
- Concerto in D per il clavicembalo, flauto traverso, violino, corni e contrabassso

Komponoval německé písně, které vyšly ve sbírce Sammlung deitscher Lieder v letech 1778–1782, z nichž mnohé se staly velmi populární (např. Ich war erst sechzehn Jahre alt, Das Veilchen in Hornung aj.)
Napsal také oratorium Der unschuldig angeklagte Weltheiland, několik kostelních písní a requiem.